# Antonietta Stella

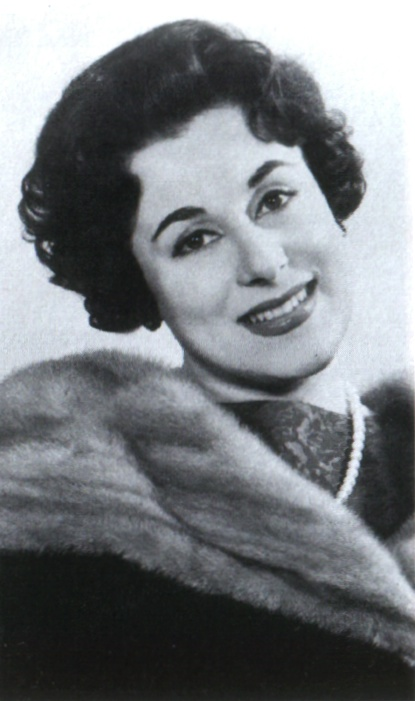
Antonietta Stella

Antonietta Stella (15. März 1929 in Perugia – 23. Februar 2022 in Rom) war eine italienische Opernsängerin der Stimmlage Sopran. Ihre Karriere stand im Schatten der großen Diven Maria Callas und Renata Tebaldi, dennoch konnte sie schöne Erfolge an der Scala, in ganz Italien und an einigen renommierten Bühnen Europas, in Amerika und Japan erringen. Sie galt als große Verdi- und Puccini-Interpretin.

## Leben und Werk
Antonietta Stella studierte am Conservatorio Francesco Morlacchi ihrer Geburtsstadt und an der Accademia di Santa Cecilia in Rom. Sie gewann 1949 den Ersten Preis beim Concorso von Bologna und debütierte 1950 in Spoleto als Leonore in Verdis Il trovatore. 1951 errang sie am Teatro dell’Opera in Rom ihren ersten großen Erfolg – als Leonore in Verdis La forza del destino – und gastierte noch im selben Jahr an den Staatsopern von München und Stuttgart sowie am Hessischen Staatstheater in Wiesbaden. Es folgten Einladungen nach Florenz, Neapel, Rom, Catania, Parma, Turin, Lissabon und Perugia. 1953 debütierte sie in der Arena von Verona, wo sie auch in den Spielzeiten 1955, 1957, 1958, 1960 und 1964 in großen Partien auftrat. 1954 debütierte sie an der Scala in Mailand als Desdemona in Verdis Otello und ersang sich dort im Lauf von zehn Jahren einige Erfolge, beispielsweise als Tosca, Violetta in La traviata oder Elisabetta in Don Carlos. Im Lauf ihrer weiteren Karriere sang sie häufig unter der musikalischen Leitung der Scala-Dirigenten Gianandrea Gavazzeni, Vittorio Gui, Francesco Molinari-Pradelli, Gabriele Santini, Nino Sanzogno und Tullio Serafin. 1955 debütierte sie am Londoner Royal Opera House in der Titelpartie von Aida, in der Arena von Verona übernahm sie im selben Jahr Aida und Leonore in La forza del destino.
Gastspiele führten sie weiters nach Paris, Brüssel und an die Lyric Opera of Chicago. 1956 folgte sie einem Ruf an die New Yorker Metropolitan Opera (Antrittsrolle: Aida). Gemeinsam mit ihr debütierten Carlo Bergonzi (als Radames), Fedora Barbieri (als Amneris), George London (als Amonasro) unter der musikalischen Leitung von Fausto Cleva. Ein oft recht zynischer Kritiker vermerkte:

„Stella kreierte eine Sensation, obwohl sie möglicherweise nicht ganz sensationell ist. Sie kann es immer noch beweisen, denn die Stimme ist verschwenderisch und sie zeigt Talent für die Schauspielerei. [...] Ihr Pianissimo war wunderschön, der Stimmumfang beeindruckend und ihre Haltung die einer Prinzessin, attraktiv im Anblick und auch in Aktion. Dass sie einen substantiellen Gewinn für die Met darstellt, steht außer Frage.“

In nur vier Spielzeiten an der Met übernahm sie zur großen Begeisterung von Publikum und Presse acht Partien in 54 Vorstellungen, darunter Leonore in Il trovatore, Amelia in Maskenball, Tosca, Violetta und Elisabetta in Don Carlos. Einen außerordentlichen Erfolg errang sie 1958 als Cio-Cio-San in einer neuen Met-Produktion von Madama Butterfly.  Auch ihre Leonore in einer Neuinszenierung von Il trovatore wurde als elegante, glamouröse Erscheinung gelobt, getragen von hoher Gesangskunst und versiertem Schauspiel. Die Beziehung mit der Met endete unschön. Im März 1960 sagte sie einige Vorstellungen im Haupthaus und anschließend auf Tournee ab, unter Hinweis auf eine Erkrankung und unter Vorlage eines Attests. Sie reiste ab und sang drei Wochen später an der Scala. Generalmanager Rudolf Bing war empört, klagte und erwirkte ein zwei Jahre währendes Auftrittsverbot in den Vereinigten Staaten. Stella sang nie wieder an der Met, kehrte jedoch einmal in die Vereinigten Staaten zurück, nach Philadelphia – als Amelia im Maskenball.
Ab Mai 1957 gastierte die Sängerin regelmäßig an der Wiener Staatsoper, sie übernahm dort elf Rollen in 124 Vorstellungen – Aida, Amelia, Elisabetta, Leonore im Troubadour sowie in Macht des Schicksals, Maddalena di Coigny und Santuzza, Mimi, Manon Lescaut, Tosca und Cio-Cio-San. 1974 hörte man sie am Teatro San Carlo in Neapel in einer Uraufführung.
Einer breiteren Öffentlichkeit wurde Antonietta Stella bereits 1955 bekannt, in einer Fernsehproduktion von Andrea Chénier an der Seite von Mario del Monaco und Giuseppe Taddei. Der selten gespielten Spontini-Oper Agnes von Hohenstaufen war eine Radioproduktion mit Montserrat Caballé gewidmet. Nach ihrem Abschied von der Bühne wirkte sie als Gesangspädagogin. Zu ihren Schülerinnen zählte Maria Luigia Borsi.
Ihr erster Bühnenpartner war der Tenor Giuseppe Treppaciani, den sie später heiratete.

## Rollen (Auswahl)

### Uraufführungen
- 1951 Ecuba von Bruno Rigacci, Teatro dell’Opera, Roma – Cassandra
- 1974 Maria Stuarda von Enzo de Bellis, Teatro San Carlo Neapel – Titelpartie

### Repertoire
| Bellini: - Titelpartie in Norma Boito: - Margherita in Mefistofele Catalani: - Titelpartie in La Wally Cilea: - Titelpartie in Adriana Lecouvreur Giordano: - Maddalena di Coigny in Andrea Chénier - Titelpartie in Fedora Mascagni: - Santuzza in Cavalleria rusticana Meyerbeer: - Selika in L’Africana Mozart: - Donna Anna im Don Giovanni Puccini: - Titelpartie in Manon Lescaut - Mimi in La bohème - Titelpartie in Tosca - Cio-Cio-San in Madama Butterfly - Minnie in La fanciulla del West |  | Respighi: - Silvana in La fiamma Rossini: - Mathilde im Guglielmo Tell Spontini: - Irmengard in Agnes von Hohenstaufen Verdi: - Lida in La battaglia di Legnano - Titelpartie in Luisa Miller - Leonore in Il trovatore - Violetta in La traviata - Elena in I vespri siciliani - Amelia Grimaldi in Simon Boccanegra - Mina in Aroldo - Amelia in Un ballo in maschera - Leonore in La forza del destino - Elisabetta in Don Carlo - Titelpartie in Aida - Desdemona in Otello - Alice Ford im Falstaff Wagner: - Senta im Fliegenden Holländer - Elisabeth im Tannhäuser - Elsa im Lohengrin - Sieglinde in der Walküre |

## Tondokumente (Auswahl)
Gesamtaufnahmen
- Spontini: Agnes von Hohenstaufen – Riccardo Muti (Memories 1970)
- Meyerbeer: L’Africaine – Eve Queler (Melodram 1972)
- Donizetti: Linda di Chamounix – Tullio Serafin (Philips, 1956)
- Bellini: Norma – Franco Ghione (Rio de Janeiro 1956)
- Verdi: La battaglia di Legnano – Gianandrea Gavazzeni (Foyer 1960)
- Verdi: Luisa Miller – Nino Sanzogno (HRE 1963)
- Verdi: Aroldo – Tullio Serafin (Melodram 1953)
- Verdi: Il trovatore – Tullio Serafin (DG 1962)
- Verdi: La traviata – Tullio Serafin (EMI 1955)
- Verdi: Simon Boccanegra – Francesco Molinari-Pradelli (Cetra 1951)
- Verdi: Un ballo in maschera – Gianandrea Gavazzeni (DG 1960)
- Verdi: La forza del destino – Dimitri Mitropoulos (Melodram 1960)
- Verdi: Don Carlo – Gabriele Santini (EMI 1954)
- Verdi: Don Carlo – Gabriele Santini (DG 1961)
- Verdi: Aida – Vittorio Gui (UORC 1955)
- Verdi: Otello – Thomas Beecham (Melodram 1958)
- Puccini: La bohème – Francesco Molinari-Pradelli (Philips 1957)
- Puccini: Tosca – Tullio Serafin (Philips 1957)
- Giordano: Andrea Chénier – Gabriele Santini (EMI 1963)

## Hörbeispiel
- Tu che le vanità, Arie aus Don Carlo (Teatro dell’Opera, Rom, Dirigent Gabriele Santini, 1954)
- Antonietta Stella bei Opera on Video